# Link Access Procedure for the D-Channel
Link Access Procedure for the D-Channel (LAPD) ist ein Protokoll der Sicherungsschicht (Link Access Protocol oder Link Access Procedure) im ISDN. LAPD ist ein Schicht-2-Protokoll im Sinne des OSI-Schichtenmodells und wird zur Sicherung der Datenübertragung im Signalisierungskanal (D-Kanal) verwendet. Es entspricht der Funktion von HDLC (High-Level Data Link Control).

## Standardisierung
LAPD ist in den Empfehlungen Q.920 und Q.921 der ITU-T beschrieben.

## Datenformat
Das Grundgerüst für die Datenübertragung mittels LAPD kann in etwa wie folgt dargestellt werden
| Flag     | SAPI       | TEI       | CF           | Daten                 | FCS (16 Bit)    | Flag     |
| 01111110 | 111111x1x2 | 1111111x3 | Kontrollfeld | Nutzdaten/Information | Prüfsumme (CRC) | 01111110 |
| -------- | ---------- | --------- | ------------ | --------------------- | --------------- | -------- |

- SAPI: Service Access Point Identifier

111111 TEI-Verwaltungsblock (Management-SAPI, kurz M-SAPI)
000000 Signalisierungsblock (Signalling-SAPI, kurz S-SAPI)
010000 Paketdatenblock (Package-SAPI, kurz P-SAPI)
x1 ist das „Command/Response“-Bit
x2 ist das „Extended Address“-Bit, es steht im SAPI immer auf „0“ und zeigt damit an, dass noch Oktetts für das Adressfeld folgen
- TEI: Terminal Endpoint Identifier

0000000 Anlage
01Dez - 63Dez non-automatic (Standard)
64Dez - 126Dez automatic
127Dez Broadcast (bei TEI-Vergabeprozedur)
x3 ist das „Extended Address“-Bit, es steht hier auf „1“ und zeigt das Ende des Adressfeldes an (das Adressfeld besteht also aus SAPI und TEI)
- CF: Control Field
- FCS: Frame Check Sequence

## Varianten
Für den GSM-Mobilfunk gibt es die Variante LAPDm. Dies steht für Link Access Procedure on the Dm Channel.